# Ernst Michael von Schwichow

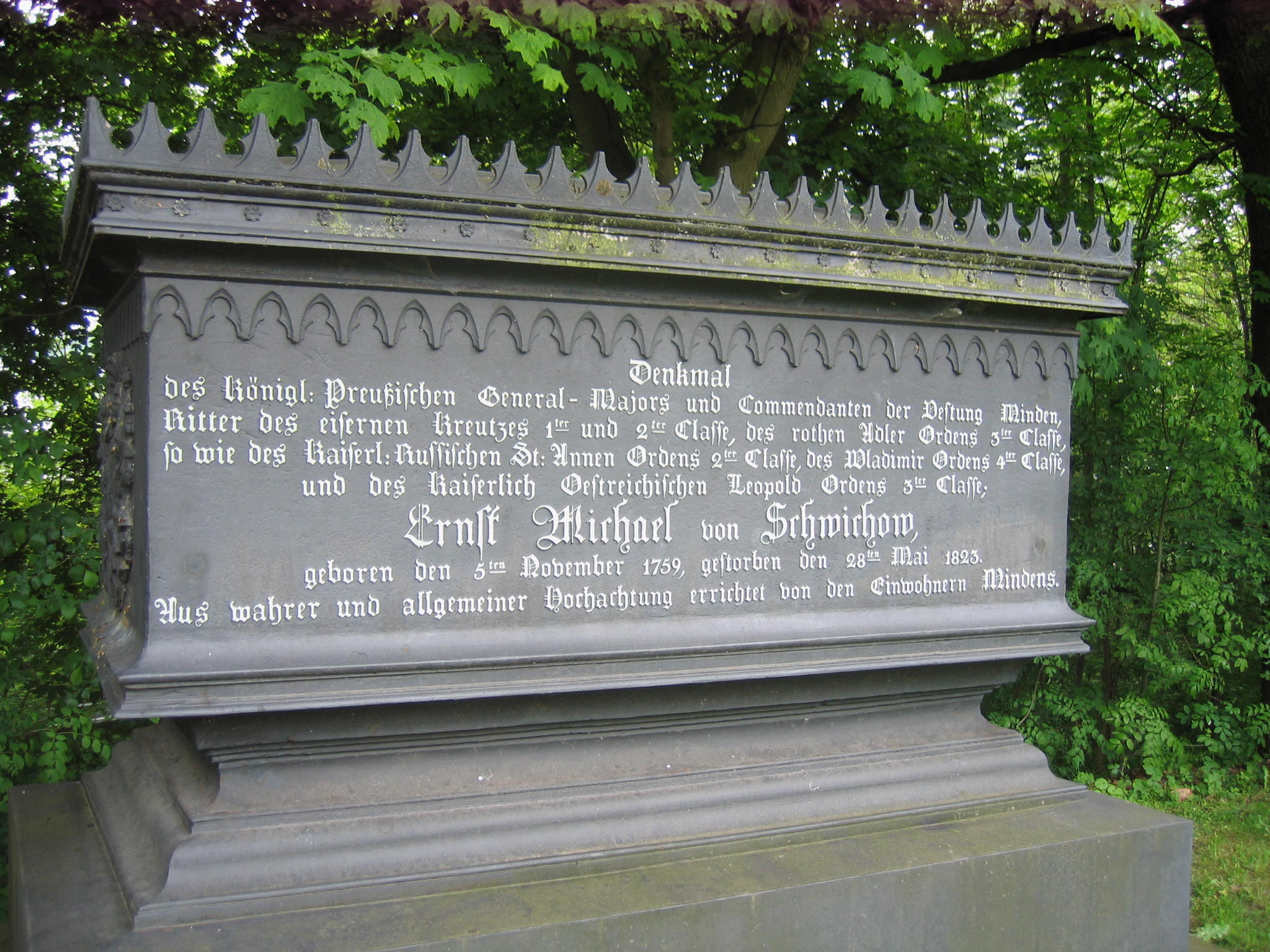
Schwichow Denkmal

Johann Friedrich Ernst Michael von Schwichow (* 5. November 1759 in Bochowke; † 28. Mai 1823 in Minden) war ein preußischer Generalmajor und erster Kommandant der ostwestfälischen Festung Minden und erlangte große Achtung in Mindens Bevölkerung. Er kam aus einer adeligen Familie und wurde militärisch ausgebildet.

## Leben

### Herkunft
Er war der Sohn von Friedrich Wilhelm von Schwichow (1722–1792) und dessen Ehefrau Katharine Christliebe, geborene von Lietzen (1725–1805). Sein Vater war der preußische Kapitän a. D., zuletzt im Infanterieregiment „von Manteuffel“, sowie Herr auf Bochow.

### Militärkarriere
Schwichow besuchte zunächst die Kadettenhäuser in Stolp und Berlin. Am 25. Februar 1778 wurde er als Gefreiterkorporal im I. Bataillon der Garde der Preußischen Armee angestellt. Schwichow nahm 1778/79 am Bayerischen Erbfolgekrieg teil und wurde im Jahr darauf Fähnrich. Als Sekondeleutnant nahm er 1792/94 am Feldzug gegen Frankreich teil. Schwichow war bei den Belagerungen von Mainz sowie Landau und machte das Gefecht bei Trippstadt mit. Bis März 1799 stieg er zum Major auf und wurde im Oktober 1805 schließlich Kommandeur des Grenadierbataillons. Im Feldzug 1806 kämpfte Schwichow in der Schlacht bei Auerstedt und wurde nach der Kapitulation von Prenzlau am 28. Oktober 1806 inaktiv gestellt. Mit halben Gehalt lebte er in den kommenden Jahren in Potsdam.
Zu Beginn der Befreiungskriege stellte sich Schwichow zur Verfügung und erhielt die Stelle als Kommandeur des II. Reservebataillons im 2. Schlesischen Infanterie-Regiment. Nach seiner Beförderung zum Oberstleutnant am 5. Juni 1813 wurde er wenige Tage später Kommandeur des 11. Reserve-Infanterie-Regiments, aus dem später das 23. Infanterie-Regiment hervorging. Mit dem Verband kämpfte er in der Schlacht bei Kulm und wurde dafür mit dem Eisernen Kreuz II. Klasse sowie dem Orden des Heiligen Wladimir IV. Klasse ausgezeichnet. Bei Leipzig wurde Schwichow verwundet, machte dann die Belagerungen von Glogau sowie Erfurt mit und kämpfte bei Neukirch, Peterswalde, Nollendorf und Pirna. Für die Verteidigung von Vitry erhielt er das Eiserne Kreuz I. Klasse und den Sankt-Stanislaus-Orden II. Klasse. Am 8. Dezember 1813 folgte mit Patent vom 20. Dezember 1813 seine Beförderung zum Oberst. Im Oktober 1814 erhielt Schwichow zudem die Erlaubnis zum Tragen des Ritterkreuzes des Leopold-Ordens.
Am 31. März 1815 wurde Schwichow zum ersten Kommandanten der neu befestigten Festung Minden ernannt und in dieser Stellung am 1. Dezember 1815 zum Generalmajor befördert. Minden war gerade von den Franzosen befreit worden. Schwichow musste den Mindenern die Festung schmackhaft machen, zahlreiche Häuser wurden abgerissen um Platz für die Militärbauten zu bekommen. Er erwarb sich hohe Achtung bei der Mindener Bevölkerung, so dass seine Versetzung im September 1818 zur Festung Graudenz durch massive Proteste der Bevölkerung rückgängig gemacht wurde. Schwichow kehrte am 8. Juli 1819 wieder auf seinen Posten als Kommandant von Minden zurück. Am 18. Januar 1823 zeichnete ihn König Friedrich Wilhelm III. mit dem Roten Adlerorden III. Klasse aus. Schwichow verstarb am 28. Mai 1823 in Ausübung seines Dienstes.
Er wurde am Fuße der Bastion Schwichow begraben.

### Familie
Er heiratete am 25. Juli 1797 in Berlin Antonie Sophie von Oesfeld (1779–1855), eine Tochter des Geheimen Rates Carl Ludwig von Oesfeld. Aus der Ehe gingen die beiden Söhne August (* 1798) und Ernst Julius Ado (* 1800) hervor.

### Gedenken
Minden errichtete ihm zu Ehren ein Denkmal, das von dem preußischen Baumeister Karl Friedrich Schinkel gestaltet wurde. Der südliche Abschnitt der ehemaligen Festung und heutige Straßenverlauf der Mindener Altstadt – mit dem dortigen Denkmal – wurde ihm zu Ehren „Schwichowwall“ benannt.